# Clot de Cascaric
El Clot de Cascaric és un clot i un barranc del terme municipal de Sant Feliu de Pallerols, a la Garrotxa.
S'origina al capdamunt -extrem nord- de la Serra dels Saiols, cap al seu vessant de llevant, a la Baga dels Saiols. Des d'aquest lloc davalla cap al sud-sud-est de forma paral·lela a la serra esmentada, que fa de límit de ponent del clot, i la Serra de les Lleixeres, que hi fa de límit est. Després d'un primer tram en una vall molt tancada -pròpiament un clot- i feréstega, arriba a l'extrem oest del Pla de Puigverd, i, a les envistes de les masies de Puigverd i la Coromina entra en una zona plana. Després de girar progressivament cap al sud-oest, en aquesta plana, deixa al nord-est les masies esmentades, troba les del Prat, Castamyer i Campassol i, a migdia d'aquesta darrera, s'aboca en el torrent de Sant Iscle, just al nord de la masia de Cal Prim.